# Éder Ceccon
Éder Ceccon (sinh ngày 13 tháng 4 năm 1983) là một cầu thủ bóng đá người Brasil.

## Sự nghiệp câu lạc bộ
Éder Ceccon đã từng chơi cho Vegalta Sendai.